# Hans Ulrich Lenzlinger
Hans Ulrich Lenzlinger (* 22. Juli 1929 in Uster; † 5. Februar 1979 in Zürich) war ein Schweizer Fluchthelfer, Lebemann und Abenteurer. Er unterhielt bis zu seiner Ermordung ein als Massagesalon getarntes Bordell. Polizeiakten, die Ende 2012 veröffentlicht wurden, ergaben, dass die Vermutung, er sei Opfer der Stasi der DDR geworden, unbegründet war.

## Leben
Lenzlinger wurde als Sohn eines Innenarchitekten und einer Bauerstochter geboren. Insider beschrieben ihn als «liebenswerten Kerl», hilfsbereit und charmant, aber auch als aufbrausend, exzentrisch und unberechenbar. Seine Mutter, die mit ihm bis zu ihrem Tod gemeinsam im Haus in Zürich-Höngg, Ackersteinstrasse 116, gewohnt hatte, vergötterte er. Von 1971 bis 1973 und dann noch einmal von 1975 bis 1977 war er mit der zwanzig Jahre jüngeren Bernadette verheiratet.
In den Polizeiakten ist ferner von «Müßiggang» die Rede, neben einem «bemerkenswerten Frauenverschleiss» hatte er ein Faible für Reitpferde und schnelle Autos. Später kam seine Liebe zu Doggen hinzu, von denen er sechs auf seinem Grundstück hielt. Ferner besass er dort Servale, Kragenbären, Indische Geparden, Löwen, einen Puma und einen Leoparden. In den 1960er-Jahren erhielt Lenzlinger zahlreiche Strafanzeigen wegen unterschiedlichster Delikte: Betrug, Kuppelei, Freiheitsberaubung, Hehlerei, Nötigung, Körperverletzung, Erpressungsversuch, Ausweisfälschung und illegaler Waffenbesitz sowie einige Strafuntersuchungen wegen Vermögensdelikten.
Lenzlinger lebte vom schnellen Geld und handelte mit diversen verbotenen Waren. Er kannte Bezugsquellen von Chinchilla-Fellen und von Kunstgegenständen aus Afrika, er schmuggelte Gold, Devisen, Antiquitäten und Menschen. Ferner war er laut Polizeiakten auch an Waffengeschäften beteiligt. Diese Straftaten brachten ihm mehrjährige Haftstrafen ein, die ihn aber nicht von weiteren Geschäften dieser Art abhielten. Ein Fluchtversuch aus einer Haft im Bezirksgefängnis Meilen, der von seinen Mitarbeitern vorbereitet worden war, misslang wegen eines Hinweises an die Polizei.
Spätestens seit der Verabschiedung des deutsch-deutschen Transitabkommens 1971 geriet Lenzlinger auch in den Fokus internationaler Sicherheitsorgane. Er hatte sich auf die Fluchthilfe in besonders präparierten Fahrzeugen spezialisiert und damit seit der Mitte der 1960er-Jahre den Unmut der Grenz- und Sicherheitsorgane der DDR zugezogen. Auch die Bundesrepublik sowie die Schweiz waren nicht länger an diesem Treiben interessiert, drohten doch dadurch nicht zuletzt die wirtschaftlichen Beziehungen zurückzugehen. Lenzlinger und seine Leute, die unter seiner Treuhandfirma Aramco handelten, hatten sich auf hochspezialisierte Arbeitskräfte wie Ärzte und medizinisches Personal konzentriert und kassierten 50'000 D-Mark pro Erfolg. Er selbst brüstete sich mit bis zu hundert Fluchten, nach Aktenlage dürften es 29 gewesen sein. Am 13. April 1973 traf sich der Schweizer Konsul Max Kissling mit Vertretern des Ministeriums für Auswärtige Angelegenheiten der DDR in Ost-Berlin. Weitere Vorstösse auf politischer Ebene folgten. Trotz mehrerer Einschüchterungsversuche sowohl vom Schweizer Staatsschutz als auch von der Stasi – nachweisen konnte man ihm nichts – betrieb er dieses Unternehmen bis zu seiner Verhaftung im Sommer 1976.

## Ermordung
Am 5. Februar 1979 wurden auf Lenzlinger in seiner Wohnung in der Ackersteinstrasse fünf Schüsse abgefeuert, von denen zwei tödlich trafen. Man geht heute von einem Einzeltäter aus, der eher im kriminellen Umfeld Lenzlingers zu suchen sein dürfte. Vermutungen, die Stasi habe hinter dem Attentat gesteckt, gelten als widerlegt. Zum Zeitpunkt der Tat waren seine Aktivitäten mit dem Menschenhandel mehrere Jahre eingeschlafen. Ausserdem wäre der Ort des Verbrechens der Stasi wegen des Risikos der Entdeckung und der schwierigen Bedingungen für eine Flucht viel zu riskant gewesen.
Hans Ulrich Lenzlingers persönliche Karriere war zum Zeitpunkt seiner Ermordung bereits mehrere Jahre im Fallen begriffen. Er war finanziell schwer angeschlagen und legte keinen Wert mehr auf sein Äusseres. Auch wurde er mit seiner eigenen Sicherheit nachlässiger. Morgens um kurz nach acht Uhr hatte seine Freundin mit den sechs Doggen das Haus für einen Morgenspaziergang verlassen. Der Mörder muss zur Waschküchentür eingedrungen sein, die offensichtlich unverschlossen war – beides Tatsachen, die dem Eindringling bekannt gewesen sein müssen. Im Arbeitszimmer kam es zu einem kurzen Handgemenge, was zur Vermutung führte, dass die Ermordung nicht durch einen professionellen Auftragsmörder durchgeführt wurde.